# Marienbrunn (Marktheidenfeld)
Marienbrunn (bis 1828 Mergenbrunn) ist ein Gemeindeteil der Stadt Marktheidenfeld im unterfränkischen Landkreis Main-Spessart in Bayern.

## Geschichte
Erstmals urkundlich genannt wurde Marienbrunn im Jahr 1251. 1690 hatte das Dorf 65 Einwohner. 1708 wurde eine Kapelle erbaut.
Am 30. August 1828 wurde der Ortsname auf Ersuchen der Gemeindeverwaltung durch den bayrischen König von der seit vielen Jahrhunderten gebräuchlichen Form Mergenbrunn in den (angeblich) ursprünglichen Namen Marienbrunn umgewandelt.
Im Jahr 1862 wurde das Bezirksamt Marktheidenfeld gebildet, auf dessen Verwaltungsgebiet Marienbrunn lag. Im Jahr 1939 wurde wie überall im Deutschen Reich die Bezeichnung Landkreis eingeführt. Marienbrunn war nun eine der 47 Gemeinden im Landkreis Marktheidenfeld (Kfz-Kennzeichen MAR).Mit der Auflösung des Landkreises Marktheidenfeld im Jahre 1972 kam Marienbrunn in den neu gebildeten Landkreis Main-Spessart (Kfz-Kennzeichen damals KAR, heute MSP). Am 1. Januar 1975 wurde Marienbrunn im Zuge der Gebietsreform in Bayern in die Stadt Marktheidenfeld eingegliedert.

## Wappen
Das sprechende Wappen zeigt als Wappenfiguren Maria mit dem Jesuskind auf der linken und einen Brunnen über einem Eichenblatt auf der rechten Wappenhälfte. Das Eichenblatt mit Eichel symbolisiert die Lage im Spessart. Die Farben Silber und Blau symbolisieren die Zugehörigkeit zu Bayern, die Farben Silber und Rot an die Zugehörigkeit zu Franken bzw. zum ehemaligen Hochstift Würzburg.